# Antoni Lewek
Antoni Lewek (ur. 14 stycznia 1940 w Kobylej Górze, zm. 18 lipca 2010 w Warszawie) – duchowny rzymskokatolicki, teolog, twórca i pierwszy dyrektor Instytutu Edukacji Medialnej i Dziennikarstwa na UKSW w Warszawie, kapłan archidiecezji poznańskiej.

## Życiorys
Święcenia kapłańskie otrzymał w 1963 roku. Studia specjalistyczne w zakresie homiletyki odbył na Akademii Teologii Katolickiej w Warszawie (1967-1971) oraz w Institut fur Katechetik und Homiletik w Monachium (1971-1973). Od 1973 roku pracownik naukowy Uniwersytetu Kardynała Stefana Wyszyńskiego. W latach 1983-1999 kierował Katedrą Homiletyki ATK. W latach 1982-1997, przez trzy kadencje pełnił funkcję przewodniczącego Sekcji Homiletów Polskich przy Komisji Episkopatu ds. Nauki Katolickiej. Od roku 2004 pracował również w Wyższej Szkole Dziennikarskiej im. Melchiora Wańkowicza w Warszawie. Inicjator i organizator nowej specjalności studiów na Wydziale Teologicznym ATK: Teologii Środków Społecznego Przekazu. Od 2002 roku był dyrektorem Instytutu Edukacji Medialnej i Dziennikarstwa na Wydziale Teologicznym UKSW w Warszawie. Inicjator i organizator, a od 2009 roku także przewodniczący Polskiego Stowarzyszenia Edukacji Medialnej i Dziennikarskiej im. Jana Pawła II. Autor ponad 300 publikacji naukowych.